# 레오 카리요

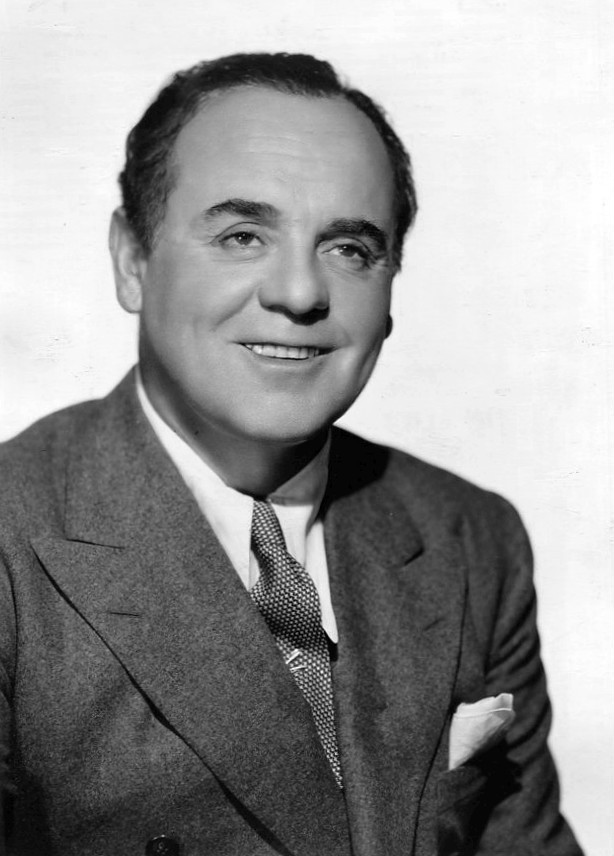

레오 카리요(Leo Carrillo, 1881년 8월 6일 ~ 1961년 9월 10일)는 미국의 텔레비전 배우, 영화배우, 시사만화가, 연극 배우이다.
로스앤젤레스에서 태어났으며 샌타모니카에서 사망하였다. 사인은 암이다.

## 영화
- 도망자 (1947년)
- 오페라의 유령 (1943년)
- 멘 오브 텍사스 (1942년)
- 신 타운 (1942년)
- 릴리언 러셀 (1940년)
- 투 핫 투 핸들 (1938년)
- 더 걸 오브 더 골든 웨스트 (1938년)
- 봉쇄 명령 (1938년)
- 맨하튼 메리-고-라운드 (1937년)
- 역사는 밤에 이루어진다 (1937년)
- 더 게이 데스페라도 (1936년)
- 더 게이 브라이드 (1934년)
- 맨하탄 멜로드라마 (1934년)
- 비바 빌라! (1934년)